# ویشنیا گورا
ویشنیا گورا (به آلمانی: Weixelburg) در اسلوونی با جمعیت ۸۱۳ نفر است که در کارنیولای سفلی واقع شده‌است.

## نگارخانه

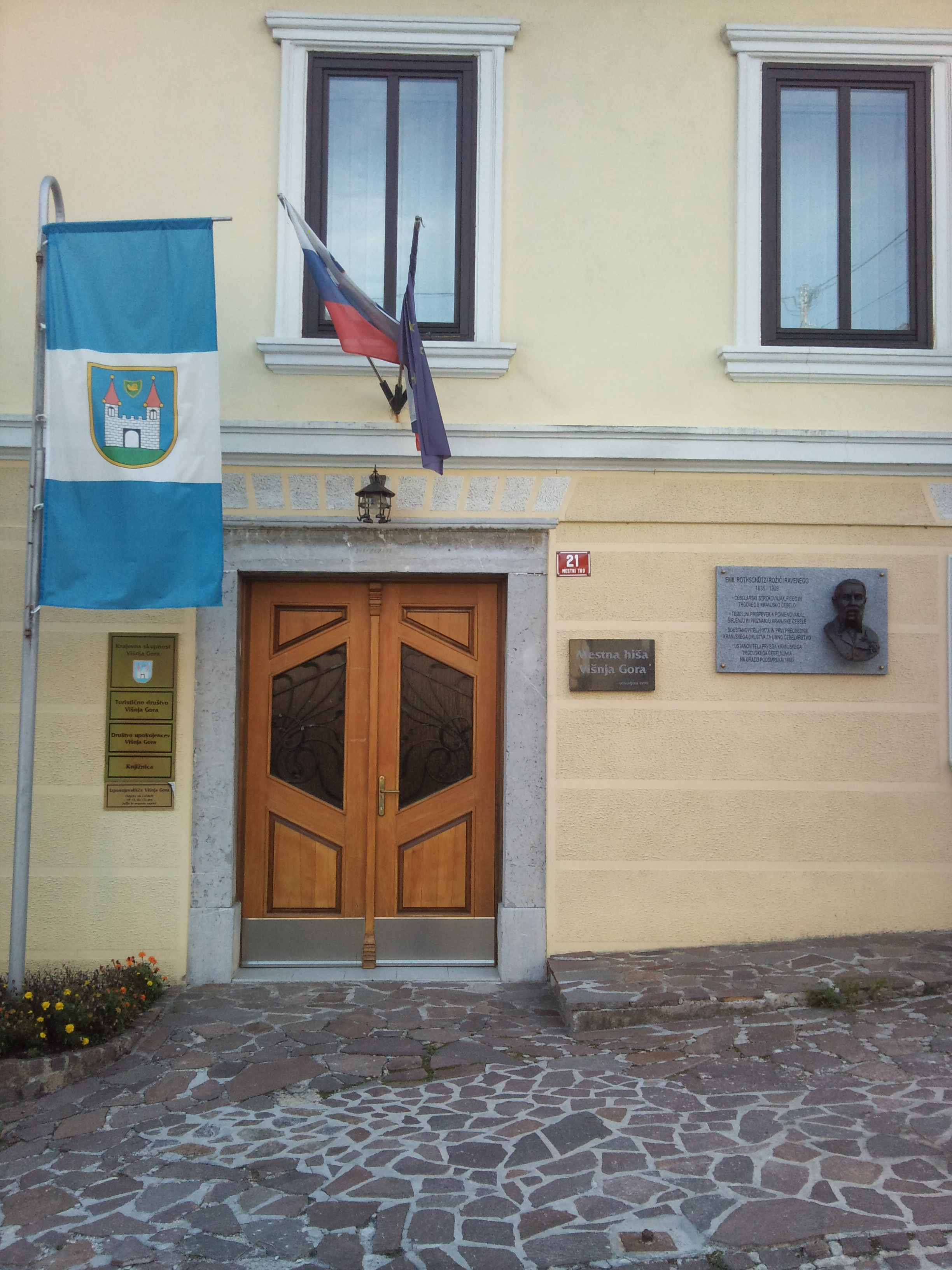